# FC Litija
FC Litija je nekdanji slovenski futsalski klub iz Litije. Osvojili so 10 naslovov državnega prvaka, 9 naslovov pokalnega prvaka Slovenije in 10 superpokalnih naslovov. Klub je prenehal delovati leta 2022.

## Uspehi
- Naslov prvaka 1. SFL:

1997, 1999, 2001, 2002, 2003, 2004, 2005, 2011, 2012, 2013
- Slovenski pokal:

1996, 1999, 2000, 2002, 2003, 2010, 2011, 2012, 2014